# Helton (piłkarz)
Helton, właśc. Helton da Silva Arruda (ur. 18 maja 1978 w São Gonçalo) – brazylijski piłkarz występujący na pozycji bramkarza, reprezentant kraju.

## Kariera klubowa
Helton da Silva Arruda zawodową karierę rozpoczynał w 2000 w zespole CR Vasco da Gama. W debiutanckim sezonie rozegrał dla niego piętnaście spotkań w Campeonato Brasileiro Série A i zdobył mistrzostwo kraju. W rozgrywkach w 2001 po raz pierwszy wystąpił 1 sierpnia w zremisowanym 0:0 meczu przeciwko SE Gama. W końcowej tabeli Helton razem ze swoją drużyną zajął wówczas jedenaste miejsce, a łącznie w barwach Vasco wystąpił w 52 ligowych pojedynkach.
W 2002 brazylijski bramkarz trafił do União Leiria, w barwach którego w pierwszej lidze portugalskiej po raz pierwszy wystąpił 23 marca 2003 w zakończonym wynikiem 0:0 pojedynku z Académicą Coimbra. Przez cały sezon rozegrał dziewięć meczów, w sezonie 2003/2004 wziął udział w 28, a w sezonie 2004/2005 w 30 spotkaniach.
Latem 2005 Helton podpisał kontrakt z FC Porto, gdzie początkowo był rezerwowym dla Vítora Baíi. Ligowy debiut w barwach „Smoków” zaliczył dopiero 21 stycznia 2006 w wygranym 1:0 meczu z Naval. Od tego czasu Helton coraz częściej zaczął grywać w podstawowym składzie swojego zespołu i do końca sezonu wystąpił w dwunastu ligowych spotkaniach. Razem z Porto Brazylijczyk wywalczył mistrzostwo i Puchar Portugalii, a tytuł mistrzowski zdobył również w sezonach 2006/2007 i 2007/2008. W 2016 roku zakończył karierę. W 2020 roku wznowił karierę na jeden sezon w klubie União Leiria

## Kariera reprezentacyjna
Helton początkowo grywał w młodzieżowych reprezentacjach Brazylii. Wystąpił między innymi na Mistrzostwach Świata U-20 1997, a w 2000 zagrał na Igrzyskach Olimpijskich w Sydney. W dorosłej reprezentacji po raz pierwszy wystąpił 7 października 2006 w towarzyskim meczu z klubem Al Kuwait Kaifan. Oficjalny debiut zaliczył w spotkaniu ze Szwajcarią 15 listopada tego samego roku. Helton był także w kadrze Brazylijczyków na zwycięskim przez nich turnieju Copa América w 2007. Pełnił tam jednak rolę zmiennika, ponieważ między słupkami Canarinhos stał Doni.

## Sukcesy
Porto
- Mistrzostwo Portugalii: 2005/06, 2006/07, 2007/08, 2008/09, 2010/11, 2011/12, 2012/13
- Puchar Portugalii: 2005/06, 2008/09, 2009/10, 2010/11
- Superpuchar Portugalii: 2006, 2009, 2010, 2011, 2012, 2013
- Liga Europy: 2010/11